# Lijst van afleveringen van Star Wars The Clone Wars
Dit is een Lijst van afleveringen van de televisieserie Star Wars the Clone Wars die wordt uitgezonden op Cartoon Network. 

## Overzicht
| Seizoen | Seizoen | Afleveringen | Uitgezonden       | Uitgezonden        |
| Seizoen | Seizoen | Afleveringen | Eerste aflevering | Laatste aflevering |
| ------- | ------- | ------------ | ----------------- | ------------------ |
|         | Film    | Film         | 15 augustus 2008  | 15 augustus 2008   |
|         | 1       | 22           | 3 oktober 2008    | 20 maart 2009      |
|         | 2       | 22           | 2 oktober 2009    | 30 april 2010      |
|         | 3       | 22           | 17 september 2010 | 1 april 2011       |
|         | 4       | 22           | 16 september 2011 | 16 maart 2012      |
|         | 5       | 20           | 29 september 2012 | 2 maart 2013       |
|         | 6       | 13           | 15 februari 2014  | 7 maart 2014       |
|         | 7       | 12           | 21 februari 2020  | 8 mei 2020         |

## Afleveringen

### Film (2008)
| Titel                     | Regisseur   | Schrijver                                 | Uitzenddatum     |
| ------------------------- | ----------- | ----------------------------------------- | ---------------- |
| Star Wars: The Clone Wars | Dave Filoni | Henry Gilroy Steven Melching Scott Murphy | 15 augustus 2008 |

### Seizoen 1:The Clone Wars(2008-2009)
| #  | S# | Titel (NL)                    | Regisseur | Schrijver                     | Originele Uitzenddatum | Productienummer |
| -- | -- | ----------------------------- | --- | ----------------------------- | ---------------------- | --------------- |
| 1  | 1  | Hinderlaag                    | Dave Bullock | Steven Melching               | 3 oktober 2008         | 1.08            |
| 1  | 1  | Hinderlaag                    | Jedi Meester Yoda en drie Clone Troopers nemen het op tegen Count Dooku's moordenaar Asajj Ventress en haar reusachtige droid-leger om te bewijzen dat de Jedi sterk genoeg zijn om een strategisch gelegen planeet te beschermen en een verbond sluiten voor de Republiek. |                               |                        |                 |
| 2  | 2  | Opkomst van Malvesie          | Dave Filoni | Steven Melching               | 3 oktober 2008         | 1.07            |
| 2  | 2  | Opkomst van Malvesie          | Een aanval van een verschrikkelijk Separatistenwapen laat Jedi Meester Plo Koon en zijn Clone Troopers achter in een gevecht om te overleven tot Anakin Skywalker en Ahsoka Tano hen kunnen vinden.                                                                         |                               |                        |                 |
| 3  | 3  | Schaduw van Malvesie          | Brian Kalin O'Connell | Steven Melching               | 10 oktober 2008        | 1.09            |
| 3  | 3  | Schaduw van Malvesie          | Met behulp van padawan Ahsoka en Jedi Meester Plo Koon gebruikt Anakin de nieuwe Y-wings om een riskante aanval te leiden tegen Grievous' gevechtsschip: de Malevolence. |                               |                        |                 |
| 4  | 4  | Vernietig Malvesie            | Brian Kalin O'Connell | Tim Burns                     | 17 oktober 2008        | 1.11            |
| 4  | 4  | Vernietig Malvesie            | Padmé Amidala en C-3PO worden gevangengenomen door Grievous aan boord van de Malevolence. Anakin en Obi-Wan moeten de senator redden en de Malevolence vernietigen. |                               |                        |                 |
| 5  | 5  | Groentjes                     | Justin Ridge | Steven Melching               | 24 oktober 2008        | 1.14            |
| 5  | 5  | Groentjes                     | Alleen op een afgelegen post moeten Kapitein Rex en Commandant Cody hun jonge troepen inspireren om in zichzelf te geloven en een Droid Commando-aanval af te slaan. |                               |                        |                 |
| 6  | 6  | Ondergang van een Droide      | Rob Coleman | George Krstic                 | 7 november 2008        | 1.02            |
| 6  | 6  | Ondergang van een Droide      | R2-D2 wordt vermist na een felle veldslag. Anakin moet hem vinden voor de Separatisten de militaire strategieën van de Jedi, verstopt in zijn geheugen, vinden. |                               |                        |                 |
| 7  | 7  | Duel der Droiden              | Rob Coleman | Kevin Campbell & Henry Gilroy | 14 november 2008       | 1.06            |
| 7  | 7  | Duel der Droiden              | Anakin, Ahsoka en stand-in-droid R3-S6 gaan op redding/sabotagemissie als ze erachter komen dat Grievous R2-D2 gevangen houdt op zijn geheime luisterpost. |                               |                        |                 |
| 8  | 8  | Bombad Jedi                   | Jesse Yeh | Kevin Rubio & Steven Melching | 21 november 2008       | 1.05            |
| 8  | 8  | Bombad Jedi                   | Jar Jar Binks is een Jedi Ridder? Dat denken de Separatisten wanneer hij en C-3PO vechten om Padmé Amidala uit de handen van Nute Gunray te bevrijden. |                               |                        |                 |
| 9  | 9  | Mantel der Duisternis         | Dave Filoni | Paul Dini                     | 5 december 2008        | 1.10            |
| 9  | 9  | Mantel der Duisternis         | Ahsoka en Jedi Meester Luminara Unduli escorteren de gevangengenomen Nute Gunray naar het geding, onbewust van het feit dat Count Dooku zijn dodelijke leerling Asajj Ventress heeft gestuurd om de gevangene te bevrijden en de twee Jedi te doden.                        |                               |                        |                 |
| 10 | 10 | De Schuilplaats van Grievous  | Atsushi Takeuchi | Henry Gilroy                  | 12 december 2008       | 1.12            |
| 10 | 10 | De Schuilplaats van Grievous  | Generaal Grievous moet bewijzen dat hij het waard is om het Separatistenleger te leiden als Dooku Jedi Meester Kit Fisto en zijn voormalige padawan, Nahdar Vebb, naar Grievous' vreemde fort misleidt.                                                                     |                               |                        |                 |
| 11 | 11 | Graaf Dooku Gevangen          | Jesse Yeh | Julie Siege                   | 2 januari 2009         | 1.16            |
| 11 | 11 | Graaf Dooku Gevangen          | Tijdens hun poging om Count Dooku te arresteren, komen Anakin en Obi-Wan erachter dat de Sith Heer al gevangen is genomen door een bende piraten. |                               |                        |                 |
| 12 | 12 | De Gungan Generaal            | Justin Ridge | Julie Siege                   | 9 januari 2009         | 1.20            |
| 12 | 12 | De Gungan Generaal            | Tijdens de onderhandeling van Count Dooku's losprijs worden Anakin en Obi-Wan zelf gevangengenomen. De Jedi en Sith vormen een onwaarschijnlijke bond in een poging te ontsnappen, met Jar Jar Binks als hun enige hoop.                                                    |                               |                        |                 |
| 13 | 13 | Jedi Crash                    | Rob Coleman | Katie Lucas                   | 16 januari 2009        | 1.22            |
| 13 | 13 | Jedi Crash                    | Wanneer Anakin zwaargewond raakt in een luchtgevecht moet Jedi Generaal Aayla Secura en padawaan Ahsoka de Jedi filosofie van het verbod op persoonlijke binding leren terwijl ze een planeet onderzoeken op zoek naar medische hulp voor de Jedi Ridder.                   |                               |                        |                 |
| 14 | 14 | Verdedigers van de Vrede      | Steward Lee | Bill Canterbury               | 23 januari 2009        | 1.24            |
| 14 | 14 | Verdedigers van de Vrede      | Terwijl de Jedi een nieuwe CIS-wapen bestrijden, moeten de pacifistische Lurmen beslissen of ze zich overgeven aan de Separatisten of vechten met Anakin, Ahsoka en Aayla Secura.                                                                                           |                               |                        |                 |
| 15 | 15 | Indringen                     | Brian Kalin O'Connell | Steven Melching               | 30 januari 2009        | 1.25            |
| 15 | 15 | Indringen                     | Tijdens het onderzoek naar de mysterieuze verdwijning van een Clone beveiligingsgroep belanden Obi-Wan en Anakin midden in een escalerend conflict tussen de bewoners van een verlaten ijswereld en de hebzuchtige vertegenwoordigers van een nabij gelegen maan.           |                               |                        |                 |
| 16 | 16 | De Verborgen Vijand           | Steward Lee | Drew Z. Greenberg             | 6 februari 2009        | 2.01            |
| 16 | 16 | De Verborgen Vijand           | Anakin en Obi-Wan ontdekken bewijs van een Clone verrader tijdens hun poging de planeet Christophsis te bevrijden van een belegering door de CIS. Opmerking. Deze aflevering speelt zich af voor Star Wars: The Clone Wars (film)                                           |                               |                        |                 |
| 17 | 17 | Blauw Schaduw Virus           | Giancarlo Volpe | Craig Titley                  | 13 februari 2009       | 1.26            |
| 17 | 17 | Blauw Schaduw Virus           | Padmé en Jar Jar worden gevangengenomen tijdens hun zoektocht naar een Separatistenbiolaboratorium. Obi-Wan, Anakin en Ahsoka proberen hun vrienden te redden en de verspreiding van een dodelijk virus te voorkomen.                                                       |                               |                        |                 |
| 18 | 18 | Mysterie van de Duizend Manen | Jesse Yeh | Brian Larsen                  | 13 februari 2009       | 2.02            |
| 18 | 18 | Mysterie van de Duizend Manen | Het dodelijke Blue Shadow Virus is nog steeds actief en infecteert Padmé, Ahsoka en veel Clone Troopers - Anakin en Obi-Wan hebben slechts 48 uur om een tegengif te vinden op een mysterieuze planeet van waar niemand ooit is teruggekeerd.                               |                               |                        |                 |
| 19 | 19 | Storm over Ryloth             | Brian Kalin O'Connell | George Krstic & Scott Murphy  | 27 februari 2009       | 1.15            |
| 19 | 19 | Storm over Ryloth             | Ahsoka negeert Anakins bevelen wanneer ze voor de eerste keer een Clone-eskader leidt en het grootste gedeelte van haar eskader verliest. Anakin geeft zijn padawan een lesje respect voor autoriteiten - en de mogelijkheid tot aflossing.                                 |                               |                        |                 |
| 20 | 20 | Onschuldigen van Ryloth       | Justin Ridge | Randy Stradley & Henry Gilroy | 6 maart 2009           | 1.17            |
| 20 | 20 | Onschuldigen van Ryloth       | Wat Tambor heeft de planeet Ryloth overgenomen met zijn droids. Om een krachtig wapen van de CIS te saboteren, nemen Obi-Wan en een kleine kloon troepenmacht een bezet dorp in, en komen ze erachter dat de Twi'leks gebruikt worden als een levend schild.                |                               |                        |                 |
| 21 | 21 | Vrijheid voor Ryloth          | Rob Coleman | Henry Gilroy                  | 13 maart 2009          | 1.19            |
| 21 | 21 | Vrijheid voor Ryloth          | Met zijn troepen dun verspreidt moet Mace Windu de Twi'lek vrijheidsstrijder Cham Syndulla overtuigen hem te helpen bij het bevrijden van de hoofdstad, en de planeet, van de droidvernietiging. Wat Tambor wordt ingerekend.                                               |                               |                        |                 |
| 22 | 22 | Gijzeldrama                   | Giancarlo Volpe | Eoghan Mahony                 | 20 maart 2009          | 2.04            |
| 22 | 22 | Gijzeldrama                   | Om misdaadleider Ziro the Hutt te bevrijden nemen premiejagers, onder leiding van Cad Bane, het Senaatsgebouw in en gijzelen senatoren - niet wetende dat Jedi Ridder Anakin Skywalker nog steeds binnen is.                                                                |                               |                        |                 |

### Seizoen 2:Rise of the Bounty Hunters(2009–2010)
| #  | S# | Titel (NL)                       | Regisseur | Schrijver                               | Originele Uitzenddatum | Productienummer |
| -- | -- | -------------------------------- | --- | --------------------------------------- | ---------------------- | --------------- |
| 23 | 1  | Holocron Overval                 | Justin Ridge | Paul Dini & Scott Murphy & Henry Gilroy | 2 oktober 2009         | 1.23            |
| 23 | 1  | Holocron Overval                 | Wanneer Darth Sidious premiejager Cad Bane inhuurt om de Jedi Temple te infiltreren om een oeroude Jedi Holocron te stelen, is het aan Ahsoka, Anakin en Obi-Wan om te voorkomen dat de premiejager ontsnapt met het waardevolle artefact.                                                                               |                                         |                        |                 |
| 24 | 2  | Noodlottige Lading               | Rob Coleman | George Krstic                           | 2 oktober 2009         | 1.13            |
| 24 | 2  | Noodlottige Lading               | Anakin en Ahsoka onderscheppen Cad Banes oorlogsschip, in de hoop dat ze de gestolen Holocron terug kunnen stelen, maar de Jedi onderschatten Banes sluwe tactieken. |                                         |                        |                 |
| 25 | 3  | Kinderen van de Force            | Brian Kalin O'Connell | Henry Gilroy & Wendy Meracle            | 9 oktober 2009         | 2.03            |
| 25 | 3  | Kinderen van de Force            | Darth Sidious heeft een nieuwe kwaadaardige opdracht voor Cad Bane: het kidnappen van Force-gevoelige kinderen door heel het heelal en hen naar Mustafar brengen. |                                         |                        |                 |
| 26 | 4  | Senaat Spion                     | Steward Lee | Melinda Hsu                             | 16 oktober 2009        | 2.05            |
| 26 | 4  | Senaat Spion                     | Op verzoek van de Jedi Council onderzoekt Padmé een Separatistensamenzwering in de Senaat. |                                         |                        |                 |
| 27 | 5  | Landing bij Point Rain           | Brian Kalin O'Connell | Brian Larsen                            | 4 november 2009        | 2.07            |
| 27 | 5  | Landing bij Point Rain           | Obi-Wan, Anakin, Ahsoka en Jedi Meester Ki-Adi-Mundi leiden een eerste poging om een droidfabriek op Geonosis te vernietigen. |                                         |                        |                 |
| 28 | 6  | De Wapenfabriek                  | Giancarlo Volpe | Brian Larsen                            | 13 november 2009       | 2.08            |
| 28 | 6  | De Wapenfabriek                  | Luminara en Anakin acteren als dubbelgangers, terwijl padawans Barriss Offee en Ahsoka de grootste fabriek op Geonosis proberen te vernietigen. |                                         |                        |                 |
| 29 | 7  | Erfenis van het Kwaad            | Steward Lee | Eoghan Mahony                           | 20 november 2009       | 2.09            |
| 29 | 7  | Erfenis van het Kwaad            | Wanneer Luminara vermist raakt, leiden Anakin en Obi-Wan een platoon Clones op zoek naar haar. Wanneer de zoektocht uitkomt bij een mysterieus, ondergronds fort worden de Jedi geconfronteerd met een horde ondode Geonosische strijders.                                                                               |                                         |                        |                 |
| 30 | 8  | Hersenparasieten                 | Steward Lee | Andrew Kreisberg                        | 4 december 2009        | 2.12            |
| 30 | 8  | Hersenparasieten                 | Zodra Geonosische hersenwormen controle nemen van hun leveringsschip, moeten Ahsoka en Bariss strijden om het schip te stoppen en te voorkomen dat de plaag verspreid wordt. |                                         |                        |                 |
| 31 | 9  | Grievous Intrige                 | Giancarlo Volpe | Ben Edlund                              | 1 januari 2010         | 2.14            |
| 31 | 9  | Grievous Intrige                 | Jedi Meester Eeth Koth wordt gevangengenomen en mishandeld door Generaal Grievous. Anakin, Obi-Wan en Adi Gallia zetten een gewaagd reddingsplan op, maar ze komen er snel achter dat de generaal een ander plan heeft.                                                                                                  |                                         |                        |                 |
| 32 | 10 | De Deserteur                     | Robert Dalva | Carl Ellsworth                          | 1 januari 2010         | 2.06            |
| 32 | 10 | De Deserteur                     | Tijdens de zoektocht naar Generaal Grievous komt Kapitein Rex een "verlater" tegen. |                                         |                        |                 |
| 33 | 11 | Lichtsabel Vermist               | Giancarlo Volpe | Drew Z. Greenberg                       | 22 januari 2010        | 2.11            |
| 33 | 11 | Lichtsabel Vermist               | Wanneer een dief Ahsoka's lichtzwaard steelt helpt een oude Jedi, Tera Sinube, om haar wapen terug te pakken. |                                         |                        |                 |
| 34 | 12 | Het Mandalore Complot            | Kyle Dunlevy | Melinda Hsu                             | 29 januari 2010        | 2.13            |
| 34 | 12 | Het Mandalore Complot            | Tijdens het onderzoek naar de geruchten rond de Hertogin Satine van Mandalore, komt Obi-Wan achter een mysterieus Mandalorian-complot. |                                         |                        |                 |
| 35 | 13 | Reis der Verleiding              | Brian Kalin O'Connell | Paul Dini & Scott Murphy & Henry Gilroy | 5 februari 2010        | 1.21            |
| 35 | 13 | Reis der Verleiding              | Terwijl de Jedi en Clone Troopers Hertogin Satine beschermen tegen aanslagen, komt Anakin erachter dat Obi-Wan en Satine vroeger een relatie hadden. |                                         |                        |                 |
| 36 | 14 | Hertogin van Mandalore           | Brian Kalin O'Connell | Drew Z. Greenberg                       | 12 februari 2010       | 2.16            |
| 36 | 14 | Hertogin van Mandalore           | Op Coruscant wordt Satine beschuldigd voor de creatie van een Mandalorian terroristengroep. Op de vlucht voor Republikeinse autoriteiten, gaan Obi-Wan en Satine op zoek naar de werkelijke afkomst van de groep. |                                         |                        |                 |
| 37 | 15 | Senaat Moorden                   | Brian Kalin O'Connell | Drew Z. Greenberg                       | 19 maart 2010          | 2.10            |
| 37 | 15 | Senaat Moorden                   | Wanneer een senator, Onaconda Farr, onder mysterieuze omstandigheden wordt vermoord, gaan Padmé en Bail Organa op zoek naar de dader. |                                         |                        |                 |
| 38 | 16 | Kat en Muis                      | Kyle Dunlevy | Brian Larsen                            | 26 maart 2010          | 2.17            |
| 38 | 16 | Kat en Muis                      | Obi-Wan Kenobi en Anakin Skywalker moeten de troepen op Christophsis leiden nu de planeet onder controle van de CIS is gevallen. Zo ontmoeten ze CIS Commander Trench en moeten ze met meer afrekenen dan hen was verteld... Opmerking. Deze aflevering speelt zich af vóór seizoen 1 aflevering 16 De Verborgen Vijand. |                                         |                        |                 |
| 39 | 17 | Premiejagers                     | Steward Lee | Carl Ellsworth                          | 2 april 2010           | 2.19            |
| 39 | 17 | Premiejagers                     | Obi-Wan Kenobi, Anakin Skywalker en Ahsoka Tano werken samen met vier Bounty Hunters om een landbouwer te beschermen tegen Hondo Ohnaka's Pirates. |                                         |                        |                 |
| 40 | 18 | Het Zillo Beest                  | Giancarlo Volpe | Craig Titley                            | 9 april 2010           | 2.22            |
| 40 | 18 | Het Zillo Beest                  | Een legendarisch Zillo Beast komt tot leven op Malastare door een nieuw superwapen van de Republiek. De Jedi moeten een manier bedenken hoe ze het dodelijke beest aan banden kunnen leggen. |                                         |                        |                 |
| 41 | 19 | Het Zillo Beest Slaat Terug      | Steward Lee | Steven Melching                         | 16 april 2010          | 2.23            |
| 41 | 19 | Het Zillo Beest Slaat Terug      | De Republiek brengt het Zillo Beast naar Coruscant om het te bestuderen. Wanneer het echter ontsnapt, moeten de Jedi kiezen tussen het dier te doden, als laatste van zijn soort, of het toch proberen te redden. |                                         |                        |                 |
| 42 | 20 | Levensgevaarlijk (Dodelijke val) | Steward Lee | Doug Petrie                             | 23 april 2010          | 2.15            |
| 42 | 20 | Levensgevaarlijk (Dodelijke val) | Boba Fett zint op wraak nadat de Jedi zijn vader hebben vermoord. Hij krijgt hulp van de dodelijkste premiejagers uit het heelal, waaronder Bossk en Aurra Sing. |                                         |                        |                 |
| 43 | 21 | Terugkeer van R2                 | Giancarlo Volpe | Eoghan Mahony                           | 30 april 2010          | 2.18            |
| 43 | 21 | Terugkeer van R2                 | De groep van Boba Fett en zijn handlangers lokt Anakin Skywalker en Mace Windu in een valstrik op Vanqor. R2-D2 moet naar Coruscant proberen te trekken om de Jedi te waarschuwen. |                                         |                        |                 |
| 44 | 22 | Dodelijke Opsporing              | Dave Filoni | Dave Filoni                             | 30 april 2010          | 2.20            |
| 44 | 22 | Dodelijke Opsporing              | Nadat Plo Koon en Ahsoka Tano Coruscant uitpluizen op zoek naar een jonge vluchteling volgen ze hem naar Florrum voor een beslissende confrontatie. |                                         |                        |                 |

### Seizoen 3:Secrets Revealed(2010–2011)
| #  | S# | Titel (NL)                 | Regisseur | Schrijver                         | Originele Uitzenddatum | Productienummer |
| -- | -- | -------------------------- | --- | --------------------------------- | ---------------------- | --------------- |
| 45 | 1  | Clone Cadetten             | Dave Filoni | Cameron Litvack                   | 17 september 2010      | 3.01            |
| 45 | 1  | Clone Cadetten             | Vijf sterke kloon cadetten van Domino Squad hebben moeite met het afronden van hun training op de oceaanplaneet Kamino. Ze zullen moeten samenwerken om hun toekomst als Trooper te verzekeren en te voorkomen dat ze van de academie worden gegooid. Opmerking. Deze aflevering speelt zich af vóór seizoen 1 aflevering 5 Groentjes. |                                   |                        |                 |
| 46 | 2  | ARC Troopers               | Kyle Dunlevy | Cameron Litvack                   | 17 september 2010      | 3.02            |
| 46 | 2  | ARC Troopers               | Wanneer de Republiek te horen krijgt dat de Separatisten een aanval op Kamino voorbereiden, haasten Anakin Skywalker en Obi-Wan Kenobi zich naar de planeet om Jedi Meester Shaak Ti bij te staan in het verdedigen van de planeet. Asajj Ventress, Generaal Grievous en een leger battle droids stijgen op uit de oceanen van Kamino, vastbesloten om de faciliteiten van de kloonproductie te vernietigen. Opmerking. Deze aflevering speelt zich af na seizoen 1 aflevering 5 Groentjes. |                                   |                        |                 |
| 47 | 3  | Aanvoerlijnen              | Brian Kalin O'Conell | Steven Melching & Eoghan Mahony   | 24 september 2010      | 2.24            |
| 47 | 3  | Aanvoerlijnen              | Ryloth wordt belegerd! Jedi Meester Ima-Gun Di roept de lokale strijders bijeen met behulp van Cham Syndulla. Vastbesloten om hen te redden, reizen Senator Bail Organa en vertegenwoordiger Jar Jar Binks naar Toydaria. Daar moeten ze Koning Katuunko overtuigen versterkingen te sturen. Opmerking. Deze aflevering speelt zich af voor seizoen 1 aflevering 1 Hinderlaag. Ook wordt in deze aflevering de verhaallijn van de Ryloth-trilogie begonnen.                                 |                                   |                        |                 |
| 48 | 4  | Invloedssfeer              | Kyle Dunlevy | Katie Lucas & Steven Melching     | 1 oktober 2010         | 2.25            |
| 48 | 4  | Invloedssfeer              | De dochters van Baron Papanoida worden gekidnapt! Ahsoka Tano en Riyo Chuchi gaan op zoek naar de dader. Ondertussen reizen Papanoida en zijn zoon naar het paleis van Jabba the Hutt op Tatooine om meer te weten over de dader: Greedo. Opmerking. Deze aflevering speelt zich af na seizoen 1 aflevering 15 Indringen. |                                   |                        |                 |
| 49 | 5  | Corruptie                  | Giancarlo Volpe | Cameron Litvack                   | 8 oktober 2010         | 3.04            |
| 49 | 5  | Corruptie                  | Padmé Amidala belooft, tijdens een diplomatische missie naar Mandalore, de neutrale planeet volledige bescherming van de Republiek, maar al snel komen zij en Satine achter iets heel sinisters dat loert onder de gevel van de planeet. Opmerking. Deze aflevering speelt zich af na seizoen 2 aflevering 14 Hertogin van Mandalore. |                                   |                        |                 |
| 50 | 6  | De Academie                | Giancarlo Volpe | Cameron Litvack                   | 15 oktober 2010        | 2.26            |
| 50 | 6  | De Academie                | Tot haar ergernis krijgt Ahsoka de opdracht om les te geven aan een klas op de academie van Mandalore, om onderzoek te doen naar de corruptie die zich op de planeet afspeelt. Opmerking. Deze aflevering speelt zich af na seizoen 3 aflevering 5 Corruptie. Deze aflevering speelt zich af na seizoen 2 aflevering 14 Hertogin van Mandalore. |                                   |                        |                 |
| 51 | 7  | Huurmoordenaar             | Kyle Dunlevy | Katie Lucas                       | 22 oktober 2010        | 2.21            |
| 51 | 7  | Huurmoordenaar             | Ahsoka krijgt de opdracht Padmé Amidala te beschermen tijdens een politiek bezoek aan Alderaan. Ondertussen wordt ze geplaagd door steeds terugkerende visioenen over de recentelijk overleden premiejager Aurra Sing. Opmerking. Deze aflevering speelt zich af na seizoen 2 aflevering 22 Dodelijke Opsporing. Opmerkelijk is dat Ziro nog wel in de gevangenis zit terwijl hij vóór Dodelijke Opsporing is bevrijd door Cad Bane.                                                        |                                   |                        |                 |
| 52 | 8  | Snode Plannen              | Brian Kalin O'Connell | Steve Mitchell & Craig Van Sickle | 5 november 2010        | 3.03            |
| 52 | 8  | Snode Plannen              | Cad Bane is op zoek naar de kaart van het Senaatsgebouw, en daar heeft hij C-3PO voor nodig. Al snel worden C-3P0 en R2-D2 ontvoerd en worden onwetend onderdeel van een sinister plan. Opmerking. Deze aflevering speelt zich af vóór seizoen 1 aflevering 22 Gijzeldrama. |                                   |                        |                 |
| 53 | 9  | De Jacht op Ziro           | Steward Lee | Steve Mitchell & Craig Van Sickle | 12 november 2010       | 3.05            |
| 53 | 9  | De Jacht op Ziro           | De Hutt-Raad stuurt Cad Bane op jacht naar de ontsnapte Ziro, maar hij is niet de enige: Ook Obi-Wan en Quinlan Vos zoeken naar Ziro. Al snel wordt het een race om hem te bereiken voordat het te laat is. Opmerking. Deze aflevering speelt zich af na seizoen 1 aflevering 22 Gijzeldrama. |                                   |                        |                 |
| 54 | 10 | Helden aan Beide Kanten    | Kyle Dunlevy | Daniel Arkin                      | 19 november 2010       | 3.06            |
| 54 | 10 | Helden aan Beide Kanten    | Padmé Amidala en Ahsoka Tano reizen naar Raxus in een poging een vredesverklaring met de Separatisten te realiseren. Terwijl Padmé de hulp inschakelt van een oude mentor, Mina Bonteri, leert Ahsoka wat waardevolle lessen over de realiteiten van oorlog. Opmerking. Deze aflevering speelt zich af vóór seizoen 2 aflevering 15 Senaat Moorden want Farr sterft in deze aflevering en je ziet hem hier nog in de Senaat.                                                                |                                   |                        |                 |
| 55 | 11 | Streven naar Vrede         | Duwayne Dunham | Daniel Arkin                      | 3 december 2010        | 3.07            |
| 55 | 11 | Streven naar Vrede         | Padmé Amidala, Bail Organa en Onaconda Farr komen onder vuur te liggen door het tegengaan van een fonds dat zorgt voor de creatie van miljoenen nieuwe kloonsoldaten. Opmerking. Deze aflevering speelt zich na seizoen 3 aflevering 10 Helden aan Beide Kanten. Deze aflevering speelt zich af voor seizoen 2 aflevering 15 Senaat Moorden want Farr werd in die aflevering vermoord. |                                   |                        |                 |
| 56 | 12 | Nachtzusters               | Giancarlo Volpe | Katie Lucas                       | 7 januari 2011         | 3.08            |
| 56 | 12 | Nachtzusters               | Darth Sidious, die bang is dat Asajj Ventress te machtig wordt, geeft Count Dooku opdracht haar uit te schakelen. Wanneer dit mislukt, zweert de voormalige leerling dat ze wraak zal nemen met behulp van de Nightsisters van Dathomir. |                                   |                        |                 |
| 57 | 13 | Monster                    | Kyle Dunlevy | Katie Lucas                       | 14 januari 2011        | 3.10            |
| 57 | 13 | Monster                    | Wanneer Count Dooku de Nightsisters vraagt om met hulp met het zoeken naar een vervanger voor Ventress, neemt zij en haar soort de kans op wraak. Ventress bezoekt de uithoek van Dathomir op zoek naar de meest brute en machtige mannelijke krijger van de planeet. Met behulp van hun magie transformeren de Nightsisters Savage Opress in een bloeddorstige moordenaar die zich tegen zijn nieuwe meester zal keren.                                                                    |                                   |                        |                 |
| 58 | 14 | Heksen                     | Giancarlo Volpe | Katie Lucas                       | 21 januari 2011        | 3.12            |
| 58 | 14 | Heksen                     | Anakin en Obi, die op pad zijn gestuurd de mysterieuze persoon achter de dood van meerdere Jedi te vinden, komen al snel op het spoor van de monsterlijke leerling van Asajj Ventress: Savage Opress. Dooku en Ventress komen er echter ook achter dat deze leerling een eigen wil heeft... |                                   |                        |                 |
| 59 | 15 | De Force Vormers           | Steward Lee | Christian Taylor                  | 28 januari 2011        | 3.09            |
| 59 | 15 | De Force Vormers           | Door een mysterieuze kracht trekt Anakin Skywalker, Obi-Wan Kenobi en Ahsoka Tano naar de mysterieuze planeet Mortis en zijn inwoners - een familie machtige Force-gebruikers - in een poging te bepalen of Anakin werkelijk de Uitverkorene is. |                                   |                        |                 |
| 60 | 16 | Het Altaar van Mortis      | Brian Kalin O'Connell | Christian Taylor                  | 4 februari 2011        | 3.11            |
| 60 | 16 | Het Altaar van Mortis      | Wanneer de Jedi proberen te ontsnappen van Mortis, wordt Ahsoka gevangengenomen in een poging Anakin naar de Dark Side te leiden. Terwijl Anakin duistere krachten bestrijdt, probeert de Vader een confrontatie tussen zijn kinderen, die de Force compleet in onbalans kan brengen, te stoppen. |                                   |                        |                 |
| 61 | 17 | De Geesten van Mortis      | Steward Lee | Christian Taylor                  | 11 februari 2011       | 3.13            |
| 61 | 17 | De Geesten van Mortis      | Als Anakin een verontrustend inzicht in zijn toekomst krijgt, moet hij kiezen tussen de Light en de Dark Side van de Force. In de tussentijd bereiden Obi-Wan en Ahsoka zich voor op een beslissende confrontatie in een poging de mysteries van de planeet te ontrafelen. Kunnen ze Mortis ooit ontsnappen? |                                   |                        |                 |
| 62 | 18 | De Citadel                 | Kyle Dunlevy | Matt Michnovetz                   | 18 februari 2011       | 3.14            |
| 62 | 18 | De Citadel                 | Met behulp van R2-D2 en gevangen battle droids probeert een elite team van Jedi en Clones, onder leiding van Obi-Wan Kenobi en Anakin Skywalker, een gevangen Jedi Generaal, Even Piell, te bevrijden uit een ondoordringbare gevangenis. |                                   |                        |                 |
| 63 | 19 | Tegenaanval                | Brian Kalin O'Connell | Matt Michnovetz                   | 4 maart 2011           | 3.15            |
| 63 | 19 | Tegenaanval                | Nu de gevangenen zijn bevrijd, zoeken Anakin en Obi-Wan een manier om van de planeet te ontsnappen. Echter, de gevangenis heeft meer vallen en gevaren in petto dan ze zich kunnen voorstellen. |                                   |                        |                 |
| 64 | 20 | Ontsnapping uit de Citadel | Steward Lee | Matt Michnovetz                   | 11 maart 2011          | 3.17            |
| 64 | 20 | Ontsnapping uit de Citadel | Nu de enige manier om te ontsnappen van Lola Sayu vernietigd is, moeten Obi-Wan en Anakin de ontsnapte gevangenen leiden door het gevaarlijke landschap van de planeet, terwijl Plo Koon, Saesee Tiin, Adi Gallia en Kit Fisto de Separatistische ruimteverdediging proberen te doordringen. |                                   |                        |                 |
| 65 | 21 | De Jacht                   | Dave Filoni | Bonnie Mark                       | 1 april 2011           | 3.16            |
| 65 | 21 | De Jacht                   | Ahsoka wordt gevangengenomen op een Trandoshaanse maan, prooi in een brede en wrede jacht. |                                   |                        |                 |
| 66 | 22 | Wookiee Jacht              | Dave Filoni | Bonnie Mark                       | 1 april 2011           | 3.18            |
| 66 | 22 | Wookiee Jacht              | Als Ahsoka en haar bondgenoten de Trandoshaanse jagers proberen te ontlopen krijgen ze onverwachte hulp wanneer ze een andere gevangene - Chewbacca de Wookiee - tegenkomen. |                                   |                        |                 |

### Seizoen 4:Battle Lines(2011–2012)
| #  | S# | Titel (NL)                                   | Regisseur | Schrijver                         | Originele Uitzenddatum | Productienummer |
| -- | -- | -------------------------------------------- | --- | --------------------------------- | ---------------------- | --------------- |
| 67 | 1  | Water Oorlog                                 | Duwayne Dunham | Jose Molina                       | 16 september 2011      | 3.22            |
| 67 | 1  | Water Oorlog                                 | Paniek onder water! De moord op de Koning van de Mon Calamari veroorzaakt onrust tussen de Mon Cala en de Quarren. Anakin en Padmé worden gestuurd om Kapitein Ackbar te helpen vrede te maken, maar de Separatist Riff Tamson heeft andere plannen. Nu een burgeroorlog dreigt wordt de hulp ingeroepen van een onderwaterleger onder leiding van Kit Fisto om een eind te maken aan de onrust. |                                   |                        |                 |
| 68 | 2  | Gungan Aanval                                | Brian Kalin O'Connell | Jose Molina                       | 16 september 2011      | 3.23            |
| 68 | 2  | Gungan Aanval                                | Nu slechts een kleine groep van de Republikeinse troepen nog leeft, moeten de Jedi vragen om nieuwe versterkingen. Yoda roept de hulp in van het leger Gungans om het tij te keren. |                                   |                        |                 |
| 69 | 3  | Gevangenen                                   | Danny Keller | Jose Molina                       | 23 september 2011      | 3.24            |
| 69 | 3  | Gevangenen                                   | Nu Anakin, Padmé, Kit Fisto en Jar Jar Binks gevangen zijn genomen, evenals de meeste Mon Cala, moeten Ahsoka Tano en Prins Lee-Char een plan verzinnen om de gevangenen te bevrijden. |                                   |                        |                 |
| 70 | 4  | De Schaduw Krijgers                          | Brian Kalin O'Connell | Daniel Arkin                      | 30 september 2011      | 3.19            |
| 70 | 4  | De Schaduw Krijgers                          | Anakin, Padmé en Jar Jar komen achter een plot om de Gungans tegen Naboo te keren. Kunnen de Gungans en Generaal Tarpals een aanval op de planeet door Generaal Grievous voorkomen? |                                   |                        |                 |
| 71 | 5  | De Reddingsmissie                            | Danny Keller | Bonnie Mark                       | 7 oktober 2011         | 3.20            |
| 71 | 5  | De Reddingsmissie                            | Na vernietigende aardbevingen op de planeet Aleen wordt een Republikeinse hulpverleningsmissie opgezet, met daarbij C-3P0 en R2-D2. Maar wanneer blijkt dat de Clones niet luisteren naar de oproep van de inheemse Aleena's, wordt het de taak van de droids te beginnen aan een onwerkelijke reis door de ondergrondse wereld van Aleen om de planeet te redden.                               |                                   |                        |                 |
| 72 | 6  | Droïde Nomaden                               | Steward Lee | Steve Mitchell & Craig van Sickle | 14 oktober 2011        | 3.21            |
| 72 | 6  | Droïde Nomaden                               | De bizarre reis van C-3P0 en R2-D2 krijgt een vervolg. Wanneer Adi Gallia's vloot wordt aangevallen door Generaal Grievous ontsnappen de droids in een Y-wing fighter en komen ze terecht op de planeten Patites, het vreemde Balnab, en op een oorlogsschip in de handen van piraten, waar ze gedwongen worden te vechten in een arena voor gladiatoren.                                        |                                   |                        |                 |
| 73 | 7  | De Schaduw van Umbara (Duisternis op Umbara) | Steward Lee | Matt Michnovetz                   | 28 oktober 2011        | 3.25            |
| 73 | 7  | De Schaduw van Umbara (Duisternis op Umbara) | Anakin wordt gedwongen zijn 501ste legioen tijdelijk af te staan aan Jedi Generaal Krell, wanneer hij door Palpatine terug wordt geroepen naar Coruscant. De spanningen tussen de Clones en hun nieuwe leider loopt op wanneer ze de dodelijke opdracht krijgen de hoofdstad van Umbara te bemachtigen.                                                                                          |                                   |                        |                 |
| 74 | 8  | De Generaal                                  | Walter Murch | Matt Michnovetz                   | 4 november 2011        | 3.26            |
| 74 | 8  | De Generaal                                  | Generaal Krell geeft Kapitein Rex en het 501ste legioen de opdracht een zwaarbewaakte luchtbasis te veroveren, en accepteert niks anders dan succes. Tenzij de Clones slim en capabel handelen, lijkt de nieuwe missie een zeker zelfmoordactie. |                                   |                        |                 |
| 75 | 9  | Een Verschil van Mening                      | Kyle Dunlevy | Matt Michnovetz                   | 11 november 2011       | 4.01            |
| 75 | 9  | Een Verschil van Mening                      | Na het overwinnen van de luchtbasis krijgen Rex en zijn mannen de opdracht van Krell om de zwaarbewapende en beschermde hoofdstad van Umbara aan te vallen. Maar wanneer een groep Clones beseft dat er een beter plan is, negeren zij het plan van Krell en kiezen ze voor hun eigen, geheime missie.                                                                                           |                                   |                        |                 |
| 76 | 10 | Het Bloedbad van Krell                       | Kyle Dunlevy | Matt Michnovetz                   | 18 november 2011       | 4.02            |
| 76 | 10 | Het Bloedbad van Krell                       | Rex moet de confrontatie aangaan met zijn commandant Pong Krell, die twee van Rex' mannen heeft veroordeeld tot executie. Rex moet een duistere beslissing maken wanneer het ware gezicht van de vijand bekend wordt. |                                   |                        |                 |
| 77 | 11 | Ontvoerd (De Slavendrijvers)                 | Kyle Dunlevy | Henry Gilroy & Steven Melching    | 25 november 2011       | 4.03            |
| 77 | 11 | Ontvoerd (De Slavendrijvers)                 | Zygerriaanse slavenhandelaren zijn verantwoordelijk voor de plotselinge verdwijning van een volledige kolonie op de planeet Kiros. Terwijl Anakin en Ahsoka een reeks bommen proberen te vernietigen, neemt Obi-Wan het op tegen hun leider. |                                   |                        |                 |
| 78 | 12 | Slaven van de Republiek                      | Brian Kalin O'Connell | Henry Gilroy & Steven Melching    | 2 december 2011        | 4.04            |
| 78 | 12 | Slaven van de Republiek                      | Anakin, Obi-Wan en Ahsoka gaan undercover in Zygerria om de vermiste kolonisten te zoeken. Anakin, wiens jeugd door slavernij gekenmerkt werd, heeft grote moeite met de daden die de plaatselijke koningin hem dwingt uit te voeren. |                                   |                        |                 |
| 79 | 13 | Ontsnapping van Kadavo                       | Danny Keller | Henry Gilroy & Steven Melching    | 6 januari 2012         | 4.05            |
| 79 | 13 | Ontsnapping van Kadavo                       | Anakin probeert de koningin van Zygerria te overtuigen dat ook zij slechts een pion is in een kwaadaardig Separatistisch plot. In de tussentijd proberen Obi-Wan en Rex te overleven in een slavenkamp. |                                   |                        |                 |
| 80 | 14 | Een Vriend in Nood                           | Dave Filoni | Christian Taylor                  | 13 januari 2012        | 4.06            |
| 80 | 14 | Een Vriend in Nood                           | Lux Bonteri, zoon van de vermoorde Mina Bonteri, keert zich tegen Dooku en de Separatisten. Tegen Ahsoka's weten in liggen zijn loyaliteiten nu echter bij Death Watch, nog steeds onder leiding van Pre Vizsla en zijn luitenant Bo-Katan. |                                   |                        |                 |
| 81 | 15 | Misleiding                                   | Kyle Dunlevy | Brent Friedman                    | 20 januari 2012        | 4.07            |
| 81 | 15 | Misleiding                                   | Wanneer de Jedi lucht krijgen van een plot om kanselier Palpatine te ontvoeren wordt Obi-Wan, in het diepste geheim, vermomd naar een republikeinse gevangenis gestuurd om meer te weten komen over de plannen. Obi-Wan komt erachter dat Cad Bane onderdeel van het plan is. |                                   |                        |                 |
| 82 | 16 | Vriend en Vijand                             | Bosco Ng | Brent Friedman                    | 27 januari 2012        | 4.08            |
| 82 | 16 | Vriend en Vijand                             | Een vermomde Obi-Wan, Cad Bane en Morallo Eval vluchten door het heelal, terwijl Anakin en Ahsoka ze achternazitten, onwetende dat ze in feite een vriend achtervolgen. |                                   |                        |                 |
| 83 | 17 | De Kubus                                     | Brian Kalin O'Connell | Brent Friedman                    | 3 februari 2012        | 4.09            |
| 83 | 17 | De Kubus                                     | Obi-Wan is onderdeel van een gevaarlijke wedstrijd om duidelijk te maken welke premiejagers in staat zijn onderdeel uit te maken van het plan om kanselier Palpatine te ontvoeren. |                                   |                        |                 |
| 84 | 18 | Crisis op Naboo                              | Danny Keller | Brent Friedman                    | 10 februari 2012       | 4.10            |
| 84 | 18 | Crisis op Naboo                              | De Kanselier reist naar Naboo om een festival bij te wonen onder de bewaking van de leden van de Jedi Raad. Dooku en zijn premiejagers - met de vermomde Obi-Wan - lanceren hun ontvoeringsplan. |                                   |                        |                 |
| 85 | 19 | Het Bloedbad                                 | Steward Lee | Katie Lucas                       | 24 februari 2012       | 4.11            |
| 85 | 19 | Het Bloedbad                                 | Dooku zint op wraak na het verraad van de Nightsisters van Dathomir. Generaal Grievous lanceert een reusachtige droide-aanval tegen de magische heksen, geleid door Asajj Ventress en Mother Talzin. |                                   |                        |                 |
| 86 | 20 | De Premie                                    | Kyle Dunlevy | Katie Lucas                       | 2 maart 2012           | 4.12            |
| 86 | 20 | De Premie                                    | Een richtingloze Asajj Ventress sluit zich aan bij een groep premiejagers onder leiding van de jonge Boba Fett. Ze ondernemen een gevaarlijke maar winstgevende missie die hun capaciteiten test, evenals Asajjs reputatie. |                                   |                        |                 |
| 87 | 21 | Broeders                                     | Bosco Ng | Katie Lucas                       | 9 maart 2012           | 4.13            |
| 87 | 21 | Broeders                                     | Savage Opress is op zoek naar zijn lang verloren broer. Is het echt mogelijk dat Darth Maul, na meer dan tien jaar geleden in tweeën te zijn gedeeld door Obi-Wan Kenobi, nog leeft? Savage reist naar de dieptes van een vreemde planeet om erachter gekomen wat er is gebeurd met de gevallen Sith Lord.                                                                                       |                                   |                        |                 |
| 88 | 22 | Wraak                                        | Brian Kalin O'Connell | Katie Lucas                       | 16 maart 2012          | 4.14            |
| 88 | 22 | Wraak                                        | Savage en Maul, nu herenigd door Talzin, achtervolgen Obi-Wan op zoek naar wraak. De Jedi Meester ziet zich genoodzaakt samen te werken met een onverwachte bondgenoot, Asajj Ventress, om zich te verdedigen tegen de broeders. |                                   |                        |                 |

### Seizoen 5:Who Will Fall?(2012–2013)
| #   | S# | Titel (NL)                          | Regisseur | Schrijver        | Originele Uitzenddatum | Productienummer |
| --- | -- | ----------------------------------- | --- | ---------------- | ---------------------- | --------------- |
| 89  | 1  | Wederopstanding                     | Steward Lee | Chris Collins    | 29 september 2012      | 4.26            |
| 89  | 1  | Wederopstanding                     | Gevoed door wraak en haat zorgen de herenigde broers Darth Maul en Savage Opress voor terreur en geweld in het heelal. Wanneer de Sith broers Hondo Ohnaka en zijn piraten rekruteren, reizen Obi-Wan Kenobi en Adi Gallia naar Florrum om de broers tegen te houden, resulterend in een dodelijke confrontatie.                                                                              |                  |                        |                 |
| 90  | 2  | Een Oorlog op Twee Fronten          | Dave Filoni | Chris Collins    | 6 oktober 2012         | 4.15            |
| 90  | 2  | Een Oorlog op Twee Fronten          | Anakin, Obi-Wan, Ahsoka en Rex reizen naar Onderon, een wereld die in de handen van de Separatisten is. Daar zullen ze een groep opstandige rebellen - waaronder Lux Bonteri - trainen, om ze te helpen met het heroveren van de hoofdstad Iziz uit de grip van een verraderlijke koning. |                  |                        |                 |
| 91  | 3  | Frontsoldaten                       | Steward Lee | Chris Collins    | 13 oktober 2012        | 4.16            |
| 91  | 3  | Frontsoldaten                       | De rebellen op Onderon, onder supervisie van Ahsoka, infiltreren de hoofdstad en voeren een reeks gerichte aanvallen uit door de stad. Terwijl de met de Separatisten geallieerde koning onder steeds grotere druk komt te staan om iets tegen de opstand te doen, kiezen de rebellen een nieuwe leider.                                                                                      |                  |                        |                 |
| 92  | 4  | De Zachte Oorlog                    | Kyle Dunlevy | Chris Collins    | 20 oktober 2012        | 4.17            |
| 92  | 4  | De Zachte Oorlog                    | Na een poging van de rebellen om de ware Koning van Onderon, Ramsis Dendup, te bevrijden, staat een onverwachte bondgenoot op om Dendups executie te stoppen en zich bij de rebelse beweging aan te sluiten. |                  |                        |                 |
| 93  | 5  | De Prijs van Vrede/Het breekpunt    | Bosco Ng | Chris Collins    | 27 oktober 2012        | 4.18            |
| 93  | 5  | De Prijs van Vrede/Het breekpunt    | Nu een grootschalig conflict is ontstaan op Onderon, delen de rebellen een beslissende tik uit aan de aan de Separatisten geallieerde Koning. De overwinning kost echter een prijs, wanneer de rebellen een belangrijke pion kwijtraken. |                  |                        |                 |
| 94  | 6  | De Samenkomst                       | Kyle Dunlevy | Christian Taylor | 3 november 2012        | 4.22            |
| 94  | 6  | De Samenkomst                       | Ahsoka begeleidt een groep jongeling Jedi naar Ilum, waar ze door Yoda getraind worden in de kunst van een cruciaal onderdeel van de testen: het maken van hun lightsabers. Op hun pad moeten ze fysieke en innerlijke uitdagingen aangaan. |                  |                        |                 |
| 95  | 7  | Een Proeve van Kracht               | Bosco Ng | Christian Taylor | 10 november 2012       | 4.23            |
| 95  | 7  | Een Proeve van Kracht               | Op de weg terug van Ilum wordt het schip van Ahsoka en de jongelingen aangevallen door Hondo's bende piraten. Om de piraten te stoppen zullen de jongelingen ingenieus te werk moeten gaan door hinderlagen te improviseren. |                  |                        |                 |
| 96  | 8  | De Jeugd heeft de Toekomst          | Brian Kalin O'Connell | Christian Taylor | 17 november 2012       | 4.24            |
| 96  | 8  | De Jeugd heeft de Toekomst          | Nu Ahsoka gevangen is genomen werken de jongelingen samen om het onderkomen van de piraten te infiltreren. Maar om Ahsoka te kunnen redden uit de handen van de piraten zullen ze eerst Hondo Ohnaka moeten misleiden. Ondertussen zijn Obi-Wan Kenobi, die de jongelingen wil bijstaan, en Generaal Grievous opnieuw verwikkeld geraakt in een hevige strijd rondom het stelsel van Florrum. |                  |                        |                 |
| 97  | 9  | Een Noodzakelijk Verbond            | Danny Keller | Christian Taylor | 24 november 2012       | 4.25            |
| 97  | 9  | Een Noodzakelijk Verbond            | Ahsoka en de jongelingen vechten aan de zijde van Hondo Ohnaka en zijn piraten wanneer Generaal Grievous een grootschalige aanval op de uitvalsbasis van Hondo's piraten op Florrum lanceert. |                  |                        |                 |
| 98  | 10 | Geheime Wapens                      | Danny Keller | Brent Friedman   | 1 december 2012        | 5.04            |
| 98  | 10 | Geheime Wapens                      | R2-D2 is onderdeel van een team van Republikeinse droids die gekozen zijn voor een belangrijke missie onder leiding van de piepkleine Kolonel Gascon. Ze moeten een encryptie-module zien te bemachtigen uit een Separatistisch oorlogsruimteschip, waarbij ze talloze obstakels moeten overwinnen.                                                                                           |                  |                        |                 |
| 99  | 11 | Een Zonnige Dag in de Leegte        | Kyle Dunlevy | Brent Friedman   | 8 december 2012        | 5.05            |
| 99  | 11 | Een Zonnige Dag in de Leegte        | Nadat een komeet hun shuttle heeft beschadigd, crashen R2-D2, Kolonel Gascon en de andere droids op een verlaten planeet, waar ze hun weg moeten vinden door een angstaanjagend grote leegte om hun missie te voltooien. |                  |                        |                 |
| 100 | 12 | Vermist in de Strijd                | Steward Lee | Brent Friedman   | 5 januari 2013         | 5.06            |
| 100 | 12 | Vermist in de Strijd                | In een nagenoeg verlaten dorp op de uitgestorven planeet Abafar vinden R2-D2 en zijn metgezellen een kloon commando die zijn geheugen kwijt is geraakt, maar nu de enige hoop is voor de droids om hun missie te voltooien. |                  |                        |                 |
| 101 | 13 | Wanneer er geen weg terug meer is.. | Bosco Ng | Brent Friedman   | 12 januari 2013        | 5.07            |
| 101 | 13 | Wanneer er geen weg terug meer is.. | R2-D2 en zijn team moeten een gesaboteerde Jedi cruiser, die op weg is om een cruciale Republikeinse conferentie te vernietigen, tegenhouden. |                  |                        |                 |
| 102 | 14 | Eminentie/ Greep naar de macht      | Kyle Dunlevy | Chris Collins    | 19 januari 2013        | 5.01            |
| 102 | 14 | Eminentie/ Greep naar de macht      | Maul en Savage vormen een verbond met de Death Watch van Pre Vizsla, om een gezamenlijke vijand uit te schakelen: Obi-Wan Kenobi. |                  |                        |                 |
| 103 | 15 | Tinten van Rede                     | Bosco Ng | Chris Collins    | 26 januari 2013        | 5.02            |
| 103 | 15 | Tinten van Rede                     | Maul, Savage, Pre Vizsla en de Death Watch, ondersteunend door de criminele onderwereld: de Black Sun, de Hutts en de Pykes, lanceren een aanval op Mandalore, terwijl Duchess Satine machteloos toekijkt. |                  |                        |                 |
| 104 | 16 | De Wetteloze                        | Brian Kalin O'Connell | Chris Collins    | 2 februari 2013        | 5.03            |
| 104 | 16 | De Wetteloze                        | Met Duchess Satine als lokaas, luurt de op wraak beluste Maul Obi-Wan in een valstrik. Maul, machtsdronken, benoemt zichzelf als de ware Sith Lord, een claim die Darth Sidious niet onbeantwoord laat... |                  |                        |                 |
| 105 | 17 | Sabotage                            | Brian Kalin O'Connell | Charles Murray   | 9 februari 2013        | 5.08            |
| 105 | 17 | Sabotage                            | Terwijl de Kloonoorlogen voortduren, keert de publieke opinie zich tegen de Jedi Orde. Een terroristische aanval op de Jedi Tempel, die meerdere levens kost, toont aan hoe zwak het imago van de Jedi als beschermers van de vrede is geworden. Anakin en Ahsoka worden teruggeroepen van de frontlinie om een onderzoek te starten naar het dodelijke bombardement...                       |                  |                        |                 |
| 106 | 18 | De Jedi die te veel wist            | Danny Keller | Charles Murray   | 16 februari 2013       | 5.09            |
| 106 | 18 | De Jedi die te veel wist            | Wanneer de Republikeinse militaire dienst de zaak van de aanval op de Jedi Temple overneemt raakt Ahsoka in conflict met Admiraal Tarkin, die vindt dat de Jedi verlost moeten worden van al hun militaire taken in de Kloonoorlogen. |                  |                        |                 |
| 107 | 19 | Hoe vang je een Jedi?               | Kyle Dunlevy | Charles Murray   | 23 februari 2013       | 5.10            |
| 107 | 19 | Hoe vang je een Jedi?               | De voortvluchtige Ahsoka ontsnapt naar de criminele onderwereld op Coruscant, waar ze een oude rivaal, Asajj Ventress, tegen het lijf loopt. Ondertussen beginnen Anakin en Plo Koon een zoekactie, terwijl Barriss Offee voor Ahsoka op zoek gaat naar antwoorden binnen de Jedi Tempel. |                  |                        |                 |
| 108 | 20 | De Verkeerde Jedi                   | Dave Filoni | Charles Murray   | 2 maart 2013           | 5.11            |
| 108 | 20 | De Verkeerde Jedi                   | Ahsoka moet haar grootste uitdaging tot nu toe onder ogen zien: een proces dat Tarkin tegen haar heeft aangespannen voor moord. Tegelijkertijd staat haar lidmaatschap van de Jedi Orde op het spel wanneer ook de Jedi Raad een oordeel velt. Ondertussen gaat een vastberaden Anakin de dieptes van de onderwereld van Coruscant in een laatste poging achter de waarheid te komen.         |                  |                        |                 |

### Seizoen 6:The Lost Missions(2014)
| Nr. | Afl. | Titel (NL)             | Regisseur | Schrijver        | Originele Uitzenddatum | Prod. Nr. |
| --- | ---- | ---------------------- | --- | ---------------- | ---------------------- | --------- |
| 109 | 1    | Het Onbekende          | Bosco Ng | Katie Lucas      | 7 maart 2014           | 5.12      |
| 109 | 1    | Het Onbekende          | Clone cadet Tup lijdt onder een ernstige, neurologische stoornis, die de dood van een Jedi meester veroorzaakt. Om achter motieven te komen, neemt Anakin Tup mee naar Kamino for onderzoek, maar op dat moment worden ze door de Separatisten aangevallen.                                                                     |                  |                        |           |
| 110 | 2    | Samenzwering           | Brian Kalin O'Connell | Katie Lucas      | 7 maart 2014           | 5.13      |
| 110 | 2    | Samenzwering           | Om ervoor te zorgen dat het onderzoek naar Tup slaagt, duikt ARC Trooper Fives in de dieptes van Tups hersenen, waar hij een geheime manipulatiecode vindt in het Republikeinse kloonprogramma. |                  |                        |           |
| 111 | 3    | Vluchteling            | Danny Keller | Katie Lucas      | 7 maart 2014           | 5.14      |
| 111 | 3    | Vluchteling            | Tup wordt terug naar Coruscant gebracht, waar zijn lichaam door de persoonlijke arts van de Kanselier wordt onderzocht. Fives komt er tijdens zijn eigen onderzoek achter dat een gemodificeerde code zich in de hersenen van alle kloonsoldaten bevindt.                                                                       |                  |                        |           |
| 112 | 4    | Orders                 | Kyle Dunlevy | Katie Lucas      | 7 maart 2014           | 5.15      |
| 112 | 4    | Orders                 | Wanneer Fives hoopt Palpatine te kunnen spreken over zijn bevindingen, wordt hij ineens verdacht voor een poging tot moord op de Kanselier. Fives besluit te vluchten. |                  |                        |           |
| 113 | 5    | Een Oude Vriend        | Brian Kalin O'Connell | Christian Taylor | 7 maart 2014           | 4.19      |
| 113 | 5    | Een Oude Vriend        | Tijdens een vredesmissie naar Scipio krijgt Padmé opnieuw contact met Rush Clovis, die haar om hulp vraagt. Clovis is, in zijn pogingen om de corruptie op Scipio tegen te gaan, een doelwit geworden van de premiejager Embo.                                                                                                  |                  |                        |           |
| 114 | 6    | De Opkomst van Clovis  | Danny Keller | Christian Taylor | 7 maart 2014           | 4.20      |
| 114 | 6    | De Opkomst van Clovis  | Terug op Coruscant maakt Clovis een dubieuze deal om de leider te worden van een corrupte clan. Anakin vertrouwt Clovis niet, wat leidt tot spanningen tussen hem en Padmé. |                  |                        |           |
| 115 | 7    | Crisis in het Hart     | Steward Lee | Christian Taylor | 7 maart 2014           | 4.21      |
| 115 | 7    | Crisis in het Hart     | Clovis, die een deal met Count Dooku heeft gemaakt, heeft zijn planeet opnieuw de oorlog ingetrokken. Het is aan de Republiek om in te grijpen. |                  |                        |           |
| 116 | 8    | De Verdwenenen, deel 1 | Steward Lee | Jonathan Rinzler | 7 maart 2014           | 5.16      |
| 116 | 8    | De Verdwenenen, deel 1 | De vreedzame wereld Bardotta wordt bedreigd door een eeuwenoude profetie. Omdat al hun spirituele leiders zijn verdwenen, schakelt de planeet de hulp in van de Senaat. Jar Jar Binks overtuigt Mace Windu van het belang van deze kwestie.                                                                                     |                  |                        |           |
| 117 | 9    | De Verdwenenen, deel 2 | Bosco Ng | Jonathan Rinzler | 7 maart 2014           | 5.17      |
| 117 | 9    | De Verdwenenen, deel 2 | Om een duistere profetie te laten uitkomen, kidnapt een mysterieuze cult Julia, de Koningin van Bardotta. Mace Windu en Jar Jar Binks moeten er alles aan doen om ze tegen te houden. |                  |                        |           |
| 118 | 10   | De Verlorene           | Brian Kalin O'Connell | Christian Taylor | 7 maart 2014           | 5.18      |
| 118 | 10   | De Verlorene           | Jaren geleden stierf Jedi Meester Sifo-Dyas onder mysterieuze omstandigheden. Wanneer Plo Koon tijdens een geheime Jedi missie per ongeluk het lichtzwaard van de verloren meester vindt, herstarten de Jedi het onderzoek naar Sifo-Dyas' dood. Darth Sidious geeft Count Dooku hierop het bevel om alle sporen uit te wissen. |                  |                        |           |
| 119 | 11   | Stemmen                | Danny Keller | Christian Taylor | 7 maart 2014           | 5.19      |
| 119 | 11   | Stemmen                | Yoda is diep geschokt wanneer hij de stem van Qui-Gon Jinn hoort, wetende dat dode Jedi zich nooit tot de levenden hebben kunnen wenden. De Jedi Raad wil Yoda's vreemde gedrag onderzoeken, maar met behulp van Anakin slaagt hij erin te ontsnappen en de zoektocht naar de oorsprong van de stem te starten.                 |                  |                        |           |
| 120 | 12   | Het Lot                | Kyle Dunlevy | Christian Taylor | 7 maart 2014           | 5.20      |
| 120 | 12   | Het Lot                | The Force brengt Yoda naar het hart van het heelal. Daar, op de planeet waar hij de oorsprong van The Force vindt, moet hij moeilijke testen volbrengen. Alleen dan zullen de Sages hem de diepste geheimen van the Force vrijgeven.                                                                                            |                  |                        |           |
| 121 | 13   | Opoffering             | Steward Lee | Christian Taylor | 7 maart 2014           | 5.21      |
| 121 | 13   | Opoffering             | Op Korriban, de planeet van herkomst van de Sith, moet Yoda zijn laatste test voltooien. Een machtig vijand wacht hem op... |                  |                        |           |

### Seizoen 7:The Final Season(2020)
| Nr. | Afl. | Titel                                  | Regisseur | Schrijver                        | Uitzenddatum     | Prod. Nr. |
| --- | ---- | -------------------------------------- | --- | -------------------------------- | ---------------- | --------- |
| 122 | 1    | De Buitenbeentjes                      | Kyle Dunlevy | Matt Michnovetz & Brent Friedman | 21 februari 2020 | 6.09      |
| 122 | 1    | De Buitenbeentjes                      | Anakin Skywalker en Mace Windu leiden een aanval om de scheepswerven van Anaxes te verdedigen tegen de aanvallen van admiraal Trench. Ze worden vergezeld door een groep unieke klonen, bekend als de "Buitenbeentjes". |                                  |                  |           |
| 123 | 2    | Een Verre Echo                         | Steward Lee | Matt Michnovetz & Brent Friedman | 28 februari 2020 | 6.10      |
| 123 | 2    | Een Verre Echo                         | In de hoop dat kloon soldaat Echo daadwerkelijk nog in leven in, onderneemt Kapitein Rex een riskante reddingsoperatie met Anakin Sywalker en de Buitenbeentjes. In Wat Tambors fabriek op Skako Minor doen ze een schokkende ontdekking.                                                                                                   |                                  |                  |           |
| 124 | 3    | Op de Vleugels van de Keeradaks        | Bosco Ng | Brent Friedman                   | 6 maart 2020     | 6.11      |
| 124 | 3    | Op de Vleugels van de Keeradaks        | Nu ze Echo bevrijd hebben, moeten Anakin, Rex en de Buitenbeentjes een weg vinden om te ontsnappen uit Wat Tambors fabriek. Daarbij kunnen ze de nodige hulp gebruiken van de primitieve inheemse bevolking. |                                  |                  |           |
| 125 | 4    | Onafgedane zaken                       | Brian Kalin O'Connell | Brent Friedman                   | 13 maart 2020    | 6.12      |
| 125 | 4    | Onafgedane zaken                       | Op Anexes zijn Obi-Wan Kenobi en Mace Windu bezig met een laatste verzet tegen de Separatist machten. Anakin, Rex, de Buitenbeentjes en Echo gaan op een missie. |                                  |                  |           |
| 126 | 5    | Spoorslags verdwenen                   | Saul Ruiz & Kyle Dunlevy |                                  | 20 maart 2020    | 6.05      |
| 126 | 5    | Spoorslags verdwenen                   | Ahsoka raakt bevriend met Trace Martez na ze haar met haar speeder crasht. Ahsoka helpt Trace wat misdadigers verslaan die geld komen eisen van Trace' zus, Rafa. Om het geld bij elkaar te krijgen werken Ahsoka en Trace samen aan de reparatie van robots.                                                                               |                                  |                  |           |
| 127 | 6    | Deal, geen deal                        | |                                  | 27 maart 2020    | 6.06      |
| 127 | 6    | Deal, geen deal                        | Ahsoka en de Martez-zusjes gaan op missie om specerijen te vervoeren, maar de missie verandert wanneer Ahsoka erachter komt dat wat ze vervoeren is bestemd voor "de Pykes". |                                  |                  |           |
| 128 | 7    | Gevaarlijke schuld                     | |                                  | 3 april 2020     |           |
| 128 | 7    | Gevaarlijke schuld                     | Gevangen genomen door "de Pykes" proberen Ahsoka en de Martez-zusjes een plan te bedenken om te ontsnappen. |                                  |                  |           |
| 129 | 8    | Herenigd                               | |                                  | 10 april 2020    |           |
| 129 | 8    | Herenigd                               | Terwijl Ahsoka nog gevangen is proberen de Martez zusjes haar te redden door de specerijen af te leveren. Terug op Courasant ontmoet Ahsoka iemand die haar hulp nodig heeft. |                                  |                  |           |
| 130 | 9    | Oude vrienden die niet vergeten worden | |                                  | 17 april 2020    |           |
| 130 | 9    | Oude vrienden die niet vergeten worden | Wanneer Anakin weer herenigd is met Ahsoka komt er een melding dat de kanselier in gevaar is en moet en moeten Anakin en Obi wan kiezen tussen het helpen van Ahsoka met het confronteren van Maul op Mandalore, of het redden van kanselier Palpetine. Deze aflevering vind zich plaats enkele minuten voor de film "Revenge of the Sith". |                                  |                  |           |
| 131 | 10   | De Phantom leerling                    | |                                  | 24 april 2020    |           |
| 131 | 10   | De Phantom leerling                    | Ahsoka en de Clones confronteren Maul op Mandelore in de hoop hem te kunnen vangen. |                                  |                  |           |
| 132 | 11   | Verslagen                              | |                                  | 1 mei 2020       |           |
| 132 | 11   | Verslagen                              | Nadat ze Maul gevangen hebben brengen ze hem naar Courasant en dat is wanneer "Order 66" is begonnen en Ahsoka's wereld op zijn kop zet. |                                  |                  |           |
| 133 | 12   | Overwinning en dood                    | |                                  | 4 mei 2020       |           |
| 133 | 12   | Overwinning en dood                    | In de laatste aflevering van The Clone Wars moeten Ahsoka en Rex zien te overleven op het schip tijdens "Order 66". |                                  |                  |           |